# Бобу, Эмиль
Эмиль Бобу (рум. Emil Bobu; 22 февраля 1927, Вырфу-Кымпулуй, Ботошани — 12 июля 2014, Бухарест) — румынский государственный деятель, министр внутренних дел СРР (1973—1975), член Политисполкома и секретарь ЦК РКП. Принадлежал к ближайшему окружению Николае Чаушеску. После Румынской революции 1989 года приговорён к пожизненному заключению, но через несколько лет освобождён по состоянию здоровья.

## Батрак и токарь
Родился в семье крестьянской бедноты. Через год после его рождения родители Бобу вынуждены были распродать имущество и перебраться из коммуны Вырфу-Кымпулуй в коммуну Вэкулешти (тот же жудец Ботошани). В семь лет Эмиль Бобу лишился отца. Мать вступила во второй брак: отчим Эмиля, также бедный крестьянин, был коммунистическим активистом.
Эмиль Бобу окончил семь классов начальной школы. С четырнадцати лет работал по найму у помещика. Затем окончил училище для сотрудников Румынских железных дорог (РЖД), после чего поступил токарем в мастерскую РЖД в Яссах.
Под воздействием бедности и нужды, а также под влиянием отчима Эмиль Бобу проникся идеологией коммунизма. В 1941 году вступил в Союз коммунистической молодёжи Румынии. С ноября 1945 года — член Румынской коммунистической партии (РКП). Был секретарём партийной ячейки в ясской мастерской РЖД. В 1948 году окончил колледж РЖД в Бухаресте.

## Партийный юрист
C 1949 года Эмиль Бобу продвигался по юридической и партийно-административной линиям. Поступил в юридический колледж в Яссах, и в 1950 году был назначен старшим юрисконсультом в Министерство юстиции РНР. В том же году Бобу стал военным прокурором в Бухаресте, получив звание лейтенанта юстиции. С 1952 года — сотрудник аппарата генерального прокурора СРР в звании капитана юстиции. Высшее юридическое образование Бобу получил в 1957 году в Академии Штефана Георгиу — заведении для подготовки партийных функционеров.
В 1953—1958 годах — инструктор, затем заведующий юридическим сектором административного отдела ЦК Румынской рабочей партии (название РКП в 1948—1965). Участвовал в юридическом оформлении политических репрессий режима Георге Георгиу-Дежа.

В 1950-х годах Бобу точно знал, что происходит в тюрьмах и лагерях принудительного труда. Для него был важен не закон, а приказ партийного руководства.

Владимир Тисмэняну, председатель Президентской комиссии по анализу коммунистической диктатуры в Румынии

В 1959—1972 годах Эмиль Бобу занимал пост председателя исполнительного комитета жудецкого совета Сучавы — фактически глава администрации жудеца. В 1960 году стал депутатом Великого национального собрания РНР. С июня 1960 года — кандидат в члены ЦК РРП.

## Член правительства
Переломным моментом политической карьеры Эмиля Бобу стал приход к власти Николае Чаушеску. Новый генеральный секретарь ЦК РКП (при Чаушеску партия восстановила прежнее название) рассматривал кадры, подобные Бобу, как свою опору и противовес «уходящему поколению Георгиу-Дежа». Бобу, со своей стороны, целиком и полностью сориентировался на нового вождя. С 1965 года Эмиль Бобу — член ЦК. В 1966—1972 годах совмещал посты председателя исполкома и первого секретаря жудецкого комитета РКП в Сучаве. С декабря 1972 года — государственный советник Чаушеску.
14 марта 1973 года покончил с собой личный врач Чаушеску Абрахам Шехтер. Генсек усмотрел в этом событии следствие политического заговора в МВД и отправил в отставку министра внутренних дел Иона Стэнеску с группой руководящих функционеров. Министром внутренних дел СРР был назначен Эмиль Бобу, в абсолютной лояльности которого Чаушеску не имел причин сомневаться. Карьерный подъём Бобу совпал с постепенным отстранением Василе Патилинеца. В этом отражалась новая кадровая политика Чаушеску: деятели 1960-х — связанные с курсом «оттепели» и способные к самостоятельности — заменялись фигурами, адекватными периоду культа личности.
Во главе МВД Бобу оставался два года, до марта 1975 года. Он организовал новые наборы в Секуритате с промышленных предприятий, отдавая приоритет не выпускникам школ безопасности, а идеологически подготовленным партийным активистам из бывших рабочих и инженеров (что привело к снижению служебного профессионализма); закрепил систему взимания денежных средств за разрешения на эмиграцию румынских евреев и немцев; отдал приказ об уничтожении значительного количества агентурных материалов (из чего впоследствии был сделан вывод о его понимании, что «режим не будет вечным»); помогал генералам Секуритате получать материальные преференции типа меховой шапки заграничного производства или позолоченного охотничьего ружья.
В 1974 года был кооптирован в высший орган партийно-государственной власти — Политисполком ЦК РКП. С 1975 по 1979 год — заместитель председателя Государственного совета СРР. С 1975 года возглавлял отдел ЦК по военным и судебным делам, с 1977 года — начальник кадрового отдела ЦК.
В 1979—1981 годах — министр труда, председатель Федерации профсоюзов Румынии, в 1980—1982 годах — заместитель председателя правительства СРР Илие Вердеца. С 1982 по 1989 год Бобу занимал должность председателя совета по экономической и социальной организации.

## В высшем руководстве
С 1984 года — секретарь ЦК РКП по организационным вопросам, с ноября 1989 года — член Постоянного бюро Политиспокома ЦК. Являлся одним из наиболее доверенных сподвижников Чаушеску и его жены Елены, в подчинении которой находился по партийной линии.
Последние пять лет коммунистического режима в Румынии Эмиль Бобу являлся одним из высших руководителей страны. Наряду с Еленой Чаушеску, Ионом Динкэ, Тудором Постелнику, Маней Мэнеску, Эмилем Макри, он принадлежал к ближайшему окружению диктатора. В некоторых источниках он характеризуется как партийный куратор социально-экономической политики, но это не вполне точно. Основная функция Бобу заключалась в курировании партаппарата, административных и юридических инстанций. К 1989 году Бобу рассматривался как второе лицо в руководстве Румынии.
Высокое положение во властной иерархии делало Эмиля Бобу ответственным за бюрократический произвол и тяжёлые условия жизни в стране — бедность и нищету, нехватку продовольствия и топлива, отключения электричества. В 1986 году на пленуме ЦК РКП Бобу вносил предложение ликвидировать почти 4 тысяч румынских деревень с принудительным переселением жителей. Это был проект самого Чаушеску, но генсек не желал выглядеть автором непопулярного решения и поручил озвучивание доверенному секретарю. В 1987 году Бобу отчитывался перед Чаушеску о рабочем восстании в Брашове и его подавлении — протестующих он назвал «легионерскими элементами».
Эмиль Бобу обладал репутацией некомпетентного, но исключительно преданного Чаушеску руководителя. Активно участвовал в насаждении культа правящей четы. Широкую известность получила фраза Бобу: «Мы атеисты, мы верим в Чаушеску!» Изображал Николае Чаушеску в виде всадника с «Капиталом» Маркса в одной руке и мечом Штефана чел Марэ в другой. Публично сравнивал Елену Чаушеску с древнеримской богиней Минервой. Помимо прочего, он занимался обеспечением бытовых условий генсека-президента — обустройством апартаментов, организацией охоты и церемониальных приёмов, вплоть до банкетных меню. На XIV съезде РКП в ноябре 1989 года Бобу так часто и оглушительно инициировал аплодисменты, что временами мешал Чаушеску говорить.
Был награждён орденом «23 августа», орденом Труда, имел звание Героя социалистического труда СРР.

## Революция и арест
16 декабря 1989 года в Тимишоаре началась Румынская революция. Произошли столкновения протестующих с Секуритате, погибли десятки людей. На следующий день состоялось заседание Политисполкома ЦК РКП под председательством Чаушеску. Было решено силой подавить выступления, при необходимости применяя оружие. Эмиль Бобу, как все участники заседания, поддержал это решение. Он особо изъявил готовность выполнить любой приказ генсека, даже с риском для собственной жизни.
Однако массовость и ярость демонстраций побудили Елену Чаушеску попытаться найти некий компромисс. 20 декабря она направила Эмиля Бобу и премьер-министра Константина Дэскэлеску в Тимишоару на переговоры с протестующими. Миссия окончилась полной неудачей — не удалось ни договориться, ни подавить выступления.
21 декабря 1989 года движение охватило столицу Румынии. Чаушеску успел провести последнее совещание, на котором требовал немедленно подавить «беспорядки». 22 декабря 1989 года Николае и Елена Чаушеску вынуждены были бежать из здания ЦК, осаждённого революционерами. Супруги Чаушеску, Эмиль Бобу, Маня Мэнеску и два офицера Секуритате покинули Бухарест на вертолёте, направившись в президентскую резиденцию в Снагове. Присутствие Бобу и Мэнеску символически подтвердило их имидж «самых преданных чаушистов».
Не дождавшись обещанного Чаушеску второго вертолёта, Бобу и Мэнеску через двадцать минут бежали на автомобиле ARO вместе с водителем-секуристом. Разъяренная толпа захватила автомобиль в городе Гэешти, избив водителя и Бобу, после чего тот был посажен под арест на военной базе Девеселу. При себе Бобу имел 6000 леев, а также список организаторов «вражеской демонстрации в Тимишоаре».

## Суд и приговор
В январе 1990 года в Бухаресте начался Процесс Политисполкома — суд над членами высшего руководства РКП. Производство в отношении Эмиля Бобу велось в рамках дела главных подсудимых — «группы 4». Бобу, Мэнеску, Динкэ и Постелнику обвинялись в геноциде. Им инкриминировалось соучастие в решении Чаушеску применить оружие против декабрьских революционных демонстраций и попытки силового подавления протестов.
Подобно другим подсудимым, Бобу признал себя виновным в поддержке преступных приказов Чаушеску, но отрицал, что являлся автором этих приказов. Бобу признал также, что по приказу Елены Чаушеску организовывал тайную кремацию погибших в Тимишоаре. В целом он позиционировался как подневольный исполнитель директив Чаушеску. Военный судья Корнел Бэдойю впоследствии рассказывал, что Бобу не проявлял достоинства, характерного для Динкэ, хотя держался менее унизительно, нежели Постелнику и Мэнеску.
12 февраля 1990 года военный трибунал вынес приговор. Эмиль Бобу был признан виновным в геноциде и убийствах и приговорён к пожизненному тюремному заключению с конфискацией имущества. Отбывал наказание в тюрьме Жилавы.
В последний день 1992 года находившийся в заключении Бобу дал интервью каналу Realitatea TV. Ссылаясь на своё юридическое образование, он заявил, что «не понимает некоторых пунктов обвинительного заключения». В отличие от поведения на суде, Бобу уже демонстрировал уверенность в скором освобождении, говорил о неизменности своих взглядов, оправдывал прежний режим.

## Досрочное освобождение
В апреле 1993 года Верховный суд Румынии, рассмотрев протест прокурора, изменил приговор в отношении Эмиля Бобу: вместо пожизненного заключения — десять лет лишения свободы и пять лет поражения в политических правах. В июне 1993 года Бобу был освобождён условно-досрочно (формальным основанием явилось состояние здоровья). Таким образом, он пробыл в заключении менее четырёх лет — хотя формально его срок в итоге составил семь лет (после окончания испытательного срока условного освобождения). Более двадцати лет проживал в Бухаресте, избегая всякой публичности.

Несколько лет заслуженного заключения не пробудили в нём морали. Он никогда не высказывал подлинного сожаления о своей роли в системе угнетения. Увы, но тип, символизируемый Эмилем Бобу, не исчез с крахом режима, которому он маниакально служил.

Радикальные антикоммунисты саркастично объяснили досрочное освобождение Бобу (как и других осуждённых руководителей РКП) «добротой товарища Илиеску» — имея в виду снисходительность и покровительство со стороны новых властей, также происходящих из номенклатуры коммунистического режима.

## Семья и личность
С 1957 года Эмиль Бобу был женат на Марии Бобу (урождённая Кристиан), которая в 1987—1989 годах занимала должность министра юстиции СРР. В браке супруги имели двоих детей.
Характеризуя личность Бобу, исследователи отмечают такие доминантные черты, как конформизм, карьеризм, сервильность, не только служебную, но и психологическую зависимость от начальства.
Скончался Эмиль Бобу от инфаркта в возрасте 87 лет.